# Stanisław Krzycki
Stanisław Krzycki herbu Kotwicz (ur. 1616, zm. 1681) – marszałek sejmu koronacyjnego w 1669 roku, kasztelan poznański.

## Rodzina
Syn Piotra (zm. przed 1641) i Jadwigi Marszewskiej, pieczętującej się herbem Rogala. Trzykrotnie żonaty. Pierwsza żona Anna Golińska urodziła czworo dzieci: Andrzej, Władysław i Wojciech zmarli w młodym wieku. Jedyna córka Stanisława i Anny, Jadwiga poślubiła Samuela Kowalskiego.
Druga żona Zofia Głębocka otrzymała dożywocie na Prusinowicach w województwie sieradzkim. Trzecia żona, Ewa Raczyńska (1623-1699), córka Zygmunta Raczyńskiego, sędziego surrogatora nakielskiego grodzkiego. Urodziła czworo dzieci: Annę, Urszulę, Apolinarę oraz Jana (zm. 1720), kasztelana nakielskiego.

## Pełnione urzędy
Początkowo pełnił obowiązki stolnika kaliskiego (1653-60), następnie sędzia surrogator grodzki kaliski (1659). W 1661 roku otrzymał urząd sędziego ziemskiego kaliskiego. Od 1663 piastował urząd starosty ujskiego (1663), następnie podkomorzego kaliskiego (1667).
W latach (1677-1681) sprawował urząd kasztelana poznańskiego.
Poseł województw poznańskiego i kaliskiego na sejm 1661 roku. Poseł na sejm konwokacyjny 1668 roku z województw poznańskiego i kaliskiego. Poseł na sejm 1653 roku z województwa poznańskiego i kaliskiego. Poseł na sejm jesienny 1666 roku z sejmiku średzkiego województw poznańskiego i kaliskiego. Jako poseł na sejm konwokacyjny 1674 roku z województwa poznańskiego był członkiem konfederacji generalnej zawiązanej 15 stycznia 1674 roku na tym sejmie.
Poseł sejmiku średzkiego województw poznańskiego i kaliskiego na sejm 1677 roku.

## Dobra majątkowe i polityka
W polityce człowiek czynny w działaniu, zdecydowany, zasłużony i szanowany wśród szlachty. Jako pierwszy oddał głos na Michała Korybuta Wiśniowieckiego w nominacji na króla elektora. Zdobywszy ogólne poparcie uzyskał tytuł marszałka.
W 1661 nabył Kromolice i Pierzchno w powiecie pyzdrskim od Grudzińskiego. Na sejmie abdykacyjnym jako poseł województwa poznańskiego 16 września 1668 roku podpisał akt potwierdzający abdykację Jana II Kazimierza Wazy. Poseł na sejm nadzwyczajny 1670 roku z województw: poznańskiego i kaliskiego.
W 1674 roku był elektorem Jana III Sobieskiego z województwa kaliskiego. Poseł sejmiku średzkiego województw poznańskiego i kaliskiego na sejm koronacyjny 1676 roku.
23 kwietnia 1677 roku sprzedał Milanów (z okolicą), przez pełnomocnika Marka Matczyńskiego, królowi Janowi III Sobieskiemu, który wybudował tam swoją letnią rezydencję – pałac w Wilanowie